# Cortina, ultimul caz al lui Poirot
Cortina, ultimul caz al lui Poirot (în engleză Curtain: Poirot's Last Case) este ultimul roman politist din seria ce îl are ca protagonist pe  Hercule Poirot, scris de Agatha Christie. A fost publicat în anul 1975 de Collins Crime Club, în Marea Britanie și în SUA de Dodd, Mead and Company în același an, este ultima carte care îl are protagonist pe detectivul belgian fictiv, Hercule Poirot, care moare. Cartea a fost scrisă (împreună cu Misterul crimei fără cadavru) cu patru decenii în urmă înainte de publicare.

## Sinopsis
Carierele de detectivi ale lui Hercule Poirot și Hastings se apropie de sfârșit, iar ironia sorții face ca cei doi prieteni să se întoarcă la Styles Court, frumosul conac de țară unde, cu mulți ani în urmă, au rezolvat primul lor caz. Deși micuțul belgian este de acum bătrân și chinuit de artrită, celulele sale cenușii funcționează de minune. Cu toate acestea, atunci când Poirot declară că unul dintre oaspeții aparent inofensivi de la Styles (vezi Misterioasa afacere de la Styles) este autorul a cinci crime, multă lume îi pune judecata la îndoială. Numai Poirot știe că trebuie să prevină cea de-a șasea crimă înainte de căderea cortinei - iar de data aceasta istoria nu se va mai repeta.